# Dow Travers
Dow Travers (George Town, 8 luglio 1987) è uno sciatore alpino e rugbista a 7 britannico che dal 2007 gareggia per le Isole Cayman.

## Biografia

### Carriera sciistica
Specialista delle prove tecniche fratello di Dean, a sua volta sciatore alpino, e attivo dall'aprile del 2004, ha esordito in South American Cup il 30 agosto 2008 a La Parva in slalom speciale (31º), ai Campionati mondiali a Val-d'Isère 2009, dove si è classificato 65º nello slalom speciale e non ha completato la prova di qualificazione dello slalom gigante, e ai Giochi olimpici invernali a Vancouver 2010: primo rappresentante delle Isole Cayman ai Giochi olimpici invernali, è stato portabandiera del suo Paese durante la cerimonia di apertura e si è piazzato 69º nello slalom gigante. Anche ai successivi XXII Giochi olimpici invernali di Soči 2014 è stato portabandiera delle Isole Cayman durante la cerimonia di apertura; non ha completato né lo slalom gigante né lo slalom speciale. Da allora inattivo, non ha debuttato in Coppa del Mondo.

### Carriera rugbistica
Ha fatto parte della nazionale caymaniana di rugby a 7 che nel 2010 ha gareggiato ai XXI Giochi centramericani e caraibici.